# Cocconeis
Genre
Cocconeis est un genre de diatomées. L'espèce type est Cocconeis scutellum.

## Liste des espèces
Cocconeis acutata – Cocconeis algida – Cocconeis amerieuglypta – Cocconeis arenicola – Cocconeis barleyi – Cocconeis britannica – Cocconeis carinata – Cocconeis cascadensis – Cocconeis caulerpacola – Cocconeis churalis – Cocconeis clandestina – Cocconeis coreana – Cocconeis coronatoides – Cocconeis costata – Cocconeis crozetensis – Cocconeis debesii – Cocconeis dirupta – Cocconeis disculus – Cocconeis elegans – Cocconeis exigua – Cocconeis fluminensis – Cocconeis frustrationis – Cocconeis gautierii – Cocconeis gibberula – Cocconeis grata – Cocconeis gregoryi – Cocconeis heteroidea – Cocconeis intermedia – Cocconeis kurakakea – Cocconeis lyra – Cocconeis magnoareolata – Cocconeis maharashtrensis – Cocconeis materoxanae – Cocconeis maxima – Cocconeis meisteri – Cocconeis molesta – Cocconeis nagumoi – Cocconeis nanoburyatica – Cocconeis napukensis – Cocconeis neuquina – Cocconeis nosybetiana – Cocconeis notata – Cocconeis ornata – Cocconeis pediculus – Cocconeis pellucida – Cocconeis pelta – Cocconeis pinnata – Cocconeis placentula – Cocconeis portei – Cocconeis pseudomarginata – Cocconeis pseudornata – Cocconeis rouxii – Cocconeis sawensis – Cocconeis scutellum – Cocconeis sijunghoensis – Cocconeis singularis – Cocconeis soukupi – Cocconeis speciosa – Cocconeis spina-christi – Cocconeis subantarctica – Cocconeis subzanskiensis – Cocconeis suzukii – Cocconeis thalassiana – Cocconeis theinemannii – Cocconeis thwaitesii – Cocconeis titicacaensis – Cocconeis tortilis – Cocconeis tuamotuana – Cocconeis utermohlii – Cocconeis vrangoensis